# Großsteingräber bei Krummesse
Die Großsteingräber bei Krummesse waren zwei mögliche megalithische Grabanlagen der jungsteinzeitlichen Nordgruppe der Trichterbecherkultur bei Krummesse im Kreis Herzogtum Lauenburg in Schleswig-Holstein. Sie tragen die Fundplatznummern Krummesse LA 13 und 14.

## Beschreibung

### Grab LA 13
Diese Anlage besaß eine runde Hügelschüttung, die in den 1920er Jahren bereits stark überpflügt war. Ihr Durchmesser konnte damals auf 16 m und ihre erhaltene Höhe auf 0,2 m bestimmt werden. Alfred Tode fand bei einer Feldbegehung verbrannten Feuerstein und Bruchstücke zerschlagener Kammersteine.

### Grab LA 14
Diese Anlage besaß eine runde Hügelschüttung, die in den 1920er Jahren bereits stark überpflügt war. Ihr Durchmesser konnte damals auf 16 m und ihre erhaltene Höhe auf 0,3 m bestimmt werden. Alfred Tode fand bei einer Feldbegehung verbrannten Feuerstein und Bruchstücke zerschlagener Kammersteine.